# Gare de Carbonne
Gare de Carbonne vasútállomás Franciaországban, Carbonne településen.

## Vasútvonalak
Az állomást az alábbi vasútvonalak érintik:
- Toulouse–Bayonne-vasútvonal

## Kapcsolódó állomások
A vasútállomáshoz az alábbi állomások vannak a legközelebb:
- Gare de Cazères-sur-Garonne
- Gare de Longages-Noé